# Blast (album)
Blast è l'album di debutto da solista del cantante britannico Holly Johnson, pubblicato dall'etichetta discografica MCA nel 1989.

## Tracce
Tutti i brani sono stati composti dallo stesso Johnson, eccetto Atomic City, scritto dall'artista con Dan Hartman.
1. Atomic City
2. Heaven's Here
3. Americanos
4. Deep in Love
5. S.U.C.C.E.S.S.
6. Love Train
7. Got It Made
8. Love Will Come
9. Perfume
10. Feel Good